# Frans Rijndert Johan Verhoeven
Dr. Frans Rijndert Johan Verhoeven (Magelang, Nederlands-Indië, 22 oktober 1905 – Amsterdam, 12 november 1987) heeft vele jaren lang in het archiefwezen gewerkt in verschillende landen zoals toenmalig Nederlands-Indië, Maleisië en Costa Rica. Na zijn pensionering was hij van 1972 tot 1977 als bilateraal deskundige in dienst van het ministerie van Buitenlandse Zaken en werd gedetacheerd bij de Economische Commissies van de VN en was werkzaam in Chili en Ethiopië. De laatste jaren van zijn leven werkte hij aan de inhoudelijke ontsluiting van historisch filmmateriaal uit Nederlands-Indië ca. 1920-1949/1963 in beheer bij de Rijksvoorlichtingsdienst.

## Levensloop
Frans Rijndert Johan Verhoeven, ook wel Bob genoemd, werd geboren op 22 oktober 1905 in Magelang in het toenmalige Nederlands-Indië. Zijn vader was Gerhardus Jacobus Cornelis Verhoeven (Zutphen, 8 februari 1876), zijn moeder Catharina Johanna Maria Hüsen (Utrecht, 25 januari 1885). Zijn vader was officier in het Nederlandse leger met als eindrang luitenant-kolonel. Na Magelan woonde het gezin Verhoeven nog in Paramaribo (Suriname) en Atjeh (Indonesië).
Verhoeven studeerde van 1924 tot 1930 Indologie aan de Universiteit van Leiden met als specialiteit de geschiedenis van Nederlands-Indië en Vergelijkende koloniale geschiedenis als bijvak. Hij promoveerde in 1930 op een proefschrift over de oudere koloniale geschiedenis van het eiland Formosa.
Hij trouwde op 16 maart 1928 in Den Haag met Eleanor Hedwig Mingram (New York (USA), 5 mei 1908). Na zijn promoveren werd Verhoeven administratief ambtenaar bij het Binnenlands Bestuur en vertrok naar Nederlands-Indië waar hij was geplaatst op de Algemene Secretarie te Buitenzorg. Van 1937 tot 1942 was hij landsarchivaris van het Landsarchief.
Het echtpaar Verhoeven heeft één zoon: Walter Rijndert Verhoeven (1929).
Dr. F.R.J. Verhoeven overleed op 12 november 1987 als gevolg van narcose bij een oogoperatie. Verhoevens weduwe Ellen Mingram is in 1989 in Amstelveen gestorven.

## Werk

### Werk in archiefwezen
Dr. Verhoeven heeft vele jaren lang in het archiefwezen gewerkt in verschillende landen, en was ook directielid 1948-1953 van STICUSA, Stichting voor Culturele Samenwerking met Suriname en de Antillen.

### Advisering archief Singapore via UNESCO, 15 april - 14 augustus 1967
Dr. Verhoeven was instrumenteel in de geschiedenis van de archieven van Singapore.
Toen Singapore begon met de oprichting van het officiële Nationaal Archief en Records Centre (de voorloper van de huidige Nationale Archieven van Singapore), was Dr. Verhoeven de UNESCO expert die werd verbonden aan Singapore toen Singapore vroeg om hulp bij het opzetten van haar archieven.
Hij schreef verslag over Singapore, waarin hij de huidige stand van de archieven in Singapore evalueerde en aanbevelingen voor de toekomst gaf.
De heer Tan Soo Chye werd in 1938 benoemd bij het Raffles Museum en Bibliotheek als archivaris om onder andere de historische koloniale records te behouden. De heer Tan was in die rol de eerste archivaris van Singapore. Hij werd door Dr. Verhoeven toen het hoofd van de afdeling Archieven in Java uitgenodigd voor een trainingssessie in 1938/39.
Dus nog voor de adviesklus via UNESCO, heeft Dr. Verhoeven geholpen bij de opleiding van de eerste archivaris.
Hij bleef in contact met het National Archives and Records Centre voor meerdere jaren na de oprichting in 1968 en deze correspondentie kan worden bekeken op microfilm bij de Nationale Archieven van Singapore.

### Pensionering - ministerie van Buitenlandse Zaken
Na zijn pensionering trad hij in 1972 als bilateraal deskundige in dienst van het ministerie van Buitenlandse Zaken en werd gedetacheerd bij de Economische Commissies van de VN voor Latijns Amerika te Santiago de Chile en in 1974 voor Afrika te Addis Abeba, Ethiopië.
Daar was hij belast met het opzetten van een regionaal netwerk van centra voor handelsinformatie in de aangesloten staten, inclusief het verzorgen van een tweetalige periodiek.
In Addis Ababa werd de nadruk gelegd op de bevordering van de intra-Afrikaanse handel, waarin Verhoeven geassisteerd werd door R. Egeter van Kuyk.
Als gevolg van de Ethiopische Revolutie werd het project beëindigd en keerde Verhoeven in 1977 terug naar Nederland.

### Ontsluiting historisch filmmateriaal Rijksvoorlichtingsdienst
In 1980 werd hij gegeven zijn vroegere hoedanigheid van Landsarchivaris, door de Rijksvoorlichtingsdienst benaderd met het verzoek mede te werken aan de inhoudelijke ontsluiting van historisch filmmateriaal uit Nederlands-Indië ca. 1920-1949/1963 in beheer bij de Rijksvoorlichtingsdienst. Tot 1987 documenteerde Verhoeven deze films en droeg er zo in hoge mate aan bij dat zij nu tot op scène-niveau toegankelijk zijn.

## Functies
- Landsarchivaris van Nederlands-Indië
- Directeur Nationaal Archief van Maleisië
- Senior UNESCO adviseur Nationaal Archief van Costa Rica
- Senior adviseur informatieverspreiding UN Commissie voor Latijns-Amerika te Santiago de Chile
- Senior adviseur Informatie, Intra-Afrikaans Handelscentrum, UN Economische Commissie voor Afrika te Addis Ababa
- Historicus nieuwe media
- Adviseur Rijksvoorlichtingsdienst te Den Haag

## Lidmaatschappen en onderscheidingen
- Koninklijke Nederlandsche Akademie van Wetenschappen
  - Interessegebied koloniale geschiedenis en archief wetenschappen
  - Correspondent "Afdeling Letterkunde" / (Afgetreden): 2-5-1938 - 1-10-1955
  - Correspondent "Afdeling Letterkunde" / (Afgetreden): 12-5-1966 - 1-6-1981
- Ridder in de Orde van de Verdedigers des Rijks, Maleisië.

## Publicaties
- 1930 - Bijdragen tot de oudere koloniale geschiedenis van het eiland Formosa. Proefschrift, etc. With a map Unknown Binding
- 1942 - Landsarchief van Nederlandsch-Indië : 1892-1942. - Batavia, Landsdrukkerij
- 1961 - De islam : ontstaan en verbreiding in kaart, woord en beeld
- 1964 - The lost archives of Dutch Malacca, 1641-1824
- 1967 - Singapore, de National Archive and Records Management
- 1972 - The role of archives in the public administration and national planning policy of developing countries with particular reference to Southeast Asia, With an introduction by Morris Rieger